# Нойкирхен-Флюн
Нойкирхен-Флюн (нем. Neukirchen-Vluyn) — город в Германии, в земле Северный Рейн-Вестфалия.
Подчинён административному округу Дюссельдорф. Входит в состав района Везель.  Население составляет 27 579 человек (на 31 декабря 2010 года). Занимает площадь 43,48 км². Официальный код  —  05 1 70 028.
Город подразделяется на 4 городских района.